# Psychoterapia poznawczo-behawioralna
Psychoterapia poznawczo-behawioralna (ang. cognitive-behavioural therapy – CBT) – metoda leczenia zaburzeń psychicznych, trudności emocjonalnych oraz problematycznych zachowań.
Psychoterapia poznawczo-behawioralna to grupa terapii odwołujących się do wspólnych założeń teoretycznych, zgodnie z którymi objawy psychopatologiczne, dysfunkcjonalne zachowania i emocje jednostki można wyjaśnić na podstawie teorii uczenia się i uwzględnienia pośredniczącej roli procesów poznawczych. Cel terapii dotyczy skutecznej poprawy jakości życia pacjenta, co osiąga się poprzez modyfikację zachowań i sposobu myślenia. Zasadnicze cechy procesu terapii stanowią: oparcie na współpracy między terapeutą a pacjentem, zorientowanie na rozwiązanie problemu, skupienie na teraźniejszości (z uwzględnieniem mechanizmów psychorozwojowych powstawania zaburzeń i dysfunkcji), ograniczenie w czasie oraz stosowanie odpowiednich technik terapeutycznych. Skuteczność oddziaływań psychoterapeutycznych jest poddawana ocenie, analogicznie do oceny skuteczności farmakoterapii – w badaniach eksperymentalnych wpisanych w nurt medycyny opartej na dowodach naukowych (ang. evidence based medicine – EBM).
W Polsce przegląd metaanaliz dotyczący skuteczności psychoterapii w leczeniu zaburzeń psychicznych przeprowadził w 2022 roku zespół naukowców w ramach Zespołu Roboczego Polskiego Towarzystwa Terapii Poznawczej i Behawioralnej ds. Badań nad Skutecznością Psychoterapii. Rozszerzona i uaktualniona wersja pt. "Systematyczny narracyjny przegląd metaanaliz badań nad skutecznością psychoterapii poznawczo-behawioralnej i zaleceń terapeutycznych opublikowanych między 2010 a 2023" została przedstawiona na jubileuszowej Konferencji z okazji 25-lecia PTTPB w 2024 r.

## Psychoterapia poznawczo-behawioralna w Polsce
Największą organizacją zrzeszającą psychoterapeutów poznawczo-behawioralnych w Polsce jest Polskie Towarzystwo Terapii Poznawczej i Behawioralnej. PTTPB akredytuje całościowe 4 letnie kursy psychoterapii poznawczo-behawioralnej oraz nadaje certyfikaty psychoterapeutów i superwizorów oraz prowadzi rejestr psychoterapeutów i superwizorów poznawczo-behawioralnych.
Do PTTPB należy obecnie ponad 5100 członków i członkiń, z czego ponad 1730 jest certyfikowanymi psychoterapeutami PTTPB, a ponad 100 posiada europejski certyfikat EABCT.

## Rozwój psychoterapii poznawczo-behawioralnej
Terapia poznawczo-behawioralna przeszła w ciągu lat ewolucję, od terapii behawioralnej, poprzez poznawczą, do form terapii określanych obecnie mianem „trzeciej fali”.

### I fala: terapia behawioralna
Terapia behawioralna jest oparta na koncepcji i procesach uczenia się, opisanych w behawiorystycznym modelu psychicznego funkcjonowania człowieka. Zgodnie z tym modelem jednostka uczy się zachowań nieprzystosowawczych na podstawie własnych doświadczeń i obserwacji. Zachowania, w tym dysfunkcjonalne, są pochodną wzajemnych oddziaływań między wzmocnieniami i specyficznymi reakcjami na określone sytuacje bodźcowe. Do modyfikacji lub eliminacji niepożądanego zachowania można więc również wykorzystać procesy uczenia się i ich reguły.

### II fala: terapia poznawcza
Zgodnie z założeniami terapii poznawczej jednostka aktywnie konstruuje własną rzeczywistość, poprzez system przetwarzania informacji, który
aktywnie selekcjonuje, filtruje i interpretuje bodźce z otoczenia. W wyniku tego procesu jednostka aktywnie nadaje znaczenie bodźcom. Aktywność poznawcza (procesy, treści i struktury poznawcze) wpływa na emocje i zachowanie, natomiast zmiana poznawcza zajmuje centralne miejsce w procesie zmiany funkcjonowania jednostki.

### III fala: terapia poznawczo-behawioralna
W ramach tzw. III fali psychoterapii poznawczo-behawioralnej, rozwijającej się od lat 90. XX wyróżnia się m.in.
- terapię akceptacji i zaangażowania (ang. acceptance and committment therapy – ACT),
- terapię dialektyczno-behawioralną (ang. dialectical behavior therapy – DBT),
- system psychoterapii oparty na analizie behawioralnej i poznawczej (ang. cognitive behavioral analysis system of psychotherapy – CBASP),
- psychoterapię opartą na analizie funkcjonalnej (ang. functional analytic psychotherapy – FAP),
- integracyjną terapię behawioralną par (ang. integrative behavioral couple therapy – IBCT),
- terapię poznawczą opartą na uważności (ang. mindfulness based cognitive therapy for depression – MBCT),
- terapię schematów (TS, schema therapy) (część badaczy nie włącza terapii schematów do III fali CBT)[1].

#### Terapia dialektyczno-behawioralna
Terapia dialektyczno-behawioralna (ang. dialectical behavior therapy – DBT) to postać terapii poznawczo-behawioralnej zaprojektowanej przez Marshę M. Linehan do pomocy klientom dotkniętym zaburzeniem osobowości typu borderline.

#### Terapia akceptacji i zaangażowania
Terapia akceptacji i zaangażowania (ang. acceptance and commitment therapy – ACT) jest klasyfikowana jako rodzaj terapii poznawczo-behawioralnej lub behawioralnej, i charakteryzuje się wykorzystaniem technik uważności (ang. mindfulness). Głównym celem ACT nie jest eliminacja objawów, ale raczej rozwijanie zestawu umiejętności psychologicznych np. tolerancja dyskomfortu. Została zaprojektowana przez Hayesa, Wilsona i Strosahla.

#### Terapia schematów
Terapia schematów jest podejściem psychoterapeutycznym włączającym do psychoterapii poznawczo-behawioralnej, w ramach spójnego modelu teoretycznego, techniki stosowane w innych modalnościach psychoterapeutycznych. Podobnie jak terapia dialektyczno-behawioralna jest skuteczna przy psychoterapii osób z zaburzeniami osobowości i szczególnie użyteczna przy leczeniu osób z zaburzeniem osobowości typu borderline.